# SCARLET KNIGHT
《SCARLET KNIGHT》는 미즈키 나나의 23집 싱글이다. 24번째 싱글 POP MASTER와 함께 2011년 4월 13일에 출시되었다.

## 곡 목록
1. Scarlet Knight
2. High-Stepper